# Liste der Monuments historiques in Saint-Julien-lès-Montbéliard
Die Liste der Monuments historiques in Saint-Julien-lès-Montbéliard führt die Monuments historiques in der französischen Gemeinde Saint-Julien-lès-Montbéliard auf.

## Liste der Objekte
| Bezeichnung      | Beschreibung                                                                | Standort                          | Kennzeichnung | Schutzstatus | Datum | Bild |
| ---------------- | --------------------------------------------------------------------------- | --------------------------------- | ------------- | ------------ | ----- | ---- |
| Kelch und Patene | Silber, vergoldet, bezeichnet 1684, Goldschmied Pierre Scharffenstein d. Ä. | in der lutherischen Kirche (Lage) | PM25001318    | Classé       | 1961  |      |